# 阿拉伯語變體

阿拉伯語的區域變體

阿拉伯語變體（語言或方言）主要存在於六種不同區域，包括半島阿拉伯語、美索不達米亞阿拉伯語、黎凡特阿拉伯語、埃及阿拉伯語、馬格里布阿拉伯語和蘇丹阿拉伯語。阿拉伯語本身是源自阿拉伯半島的一種閃米特語族的語言。各變體間的最大差別是不同地區的口語。例如，北非的阿拉伯语使用者无法与来自黎凡特地区和海湾地区的人沟通。若細分，各國家、以至於各城市、各村莊都有不同的變體。
另一重要的差別是口語與書面語的區別。口語用於幾乎所有日常對話，而書面語用於書面及經準備的講話。阿拉伯人的母語是當地流行的口語，而書面語則在學校學習。書面語本身也分為現代標準阿拉伯語和古典阿拉伯語，後者是前者的基礎，而阿拉伯人通常不將兩者區分開來。
更詳細地說，遊牧民族與定居民族間，鄉村與城市間，屬於不同族群、宗教信仰、社會地位、性別、年齡的人之間，所講的阿拉伯語變體都有所不同；當然這些不同不是絕對的。講阿拉伯語的人經常能根據講話的內容及對象選擇不同的說話方式。例如，遇到不同地區的人時，想證明自己的教育程度時，或者更注重口語時。這在全球化的時代特別明顯。

## 語言混合及轉換
阿拉伯語以其大量變體著稱；但阿拉伯語使用者也能夠根據情況變換講話的方式。其原因有：場合正式與否；與其他地方的人溝通；獲得社會認可；使自己聽起來不同；引用書面話；等等。
阿拉伯語如此變化多端的另一個重要因素是優勢方言——即在一定範圍內對某種語言或方言的尊重程度。在大多數國家，阿拉伯語書面語有很大的優勢。當然它不是唯一的優勢方言。 某些阿拉伯語口語也可能是優勢方言。對於不是開羅人的埃及人來說，開羅方言是優勢方言。對於約旦的貝都因女性或農村女性來說，優勢方言是大城市的方言。 而在巴林，與阿拉伯語書面語差別較大的方言比與其接近的方言更具優勢。
阿拉伯語以不同的方式混合。阿拉伯語使用者時常在一段對話甚至一個句子中使用不同的阿拉伯語變體。他們也會嘗試消除本地方言的特徵，以讓更多地方的人接受。 這可以是暫時的，比如當不同地方的阿拉伯人在一起交流時；也可以是永久的，比如當人們從農村搬到城市時，會接受更具優勢的城市方言，儘管可能要經過一兩代人的時間。
人們進行語言轉換時不一定會轉向正式語言。比如巴勒斯坦中部的農村人與其他人交往時可能會使用耶路撒冷的方言，特別是當他們的正式語言掌握得不太好時。 再如，不同地方的受過教育的人在一起時一般會使用自己的方言而不是正式語言。以下是一個例子。當來自波斯灣、巴格達、開羅、耶路撒冷的受過教育的阿拉伯人在一起談話時，要表達「有」（如「這裡有……」）這個概念，會使用不同的詞。
- 波斯灣、巴格達：/aku/
- 開羅、耶路撒冷：/fiː/
- 達爾貝達：/kajn/
- 阿爾及爾：/keʃ/
- 書面阿拉伯語：/hunaːk/

此處，/fiː/是使用最多的，並且不與特定地區聯繫。而且，因為埃及阿拉伯語在電視、電影中廣泛使用，人們對它會更熟悉。
值得注意的是，如果一種方言不那麼有優勢，它也可能在必要時使一群人區別於其他人。

## 區域變體
不同地區的阿拉伯語可按以下方法劃分：
| - 馬格里布阿拉伯語包括： 摩洛哥阿拉伯語 突尼斯阿拉伯語 阿爾及利亞阿拉伯語 利比亞阿拉伯語 毛里塔尼亞阿拉伯語 撒哈拉阿拉伯語 - 蘇丹阿拉伯語包括： 蘇丹阿拉伯語 乍得阿拉伯語 朱巴阿拉伯語 | - 埃及阿拉伯語包括： 埃及阿拉伯語 上埃及阿拉伯語 - 半島阿拉伯語包括： 海灣阿拉伯語 巴林阿拉伯語 內志阿拉伯語 阿曼阿拉伯語 漢志阿拉伯語 Shihhi阿拉伯語 佐法爾阿拉伯語 也門阿拉伯語 | - 美索不達米亞阿拉伯語包括： 伊拉克阿拉伯語 北美索不達米亞阿拉伯語 塞浦路斯阿拉伯語 - 黎凡特阿拉伯語包括： 敘利亞阿拉伯語 北敘利亞阿拉伯語 黎巴嫩阿拉伯語 約旦阿拉伯語 巴勒斯坦阿拉伯語 Bedawi阿拉伯語 |

这些区域变体不一定与国界重合。在阿拉伯世界的西部，这些变体被称作“الدارجة”；而在东部，则被称作“العامية”。由于相距较远，一些变体无法与其他变体互通。比如，埃及阿拉伯语的使用者声称难以理解北非的阿拉伯语，而北非的阿拉伯语使用者却易于理解埃及阿拉伯语；这仅仅是由于埃及阿拉伯语流传较广。阿拉伯语各种变体如此不同的另一个因素是，受其他当地语言的影响，如埃及的科普特语、北非的柏柏语、黎凡特的亚拉姆语。

阿拉伯语还从其他当代语言借入了大量新词，有时甚至影响了发音与词序。如埃及受土耳其语和英语影响，北非和叙利亚受法语影响，而以色列的阿拉伯语则受到了英语和希伯来语影响。然而，对于所有变体来说，影响其最大的是来自古兰经的标准阿拉伯语。

### 主要变体的例子
以下例子展示了标准语与主要口语之间的相似与不同：
| 变体                  | 我非常喜欢读书 | 当我去图书馆时 | 我找到这本旧书 | 我想读一本关于法国女性史的书 |
| --------------------- | -------------- | -------------- | -------------- | ---------------------------- |
| 书面阿拉伯语          | ‎               | ‎               | ‎               | ‎                             |
| 突尼斯                |                |                |                |                              |
| 阿爾及利亞            |                |                |                |                              |
| 摩洛哥                |                |                |                |                              |
| 埃及                  |                |                |                |                              |
| 黎巴嫩                |                |                |                |                              |
| 美索不达米亚 (巴格达) |                |                |                |                              |
| 海湾                  |                |                |                |                              |
| 汉志                  |                |                |                |                              |
| 也门 (萨那)           |                |                |                |                              |
| 马耳他                |                |                |                |                              |

为了比较，请看德语与荷兰语中相同的句子：
1. 德语：
2. 荷兰语：

语言学家仍在争论，阿拉伯语变体是不是像法语与意大利语、德语与荷兰语一样，是不同的语言。然而，正如Reem Bassiouney所言，“语言”与“变体”的区别一定程度上是基于政治而不只是语言。

### 其他区域变体
在一些国家（如土耳其、伊朗、塞浦路斯、乍得、尼日利亚），阿拉伯语不是当地的主要语言，所以当地的阿拉伯语有更大的不同，因为更少受到古典阿拉伯语的影响。然而历史上，它们曾属于一些阿拉伯语是主要语言的国家。
其中差别最大的也许就是塞浦路斯马龙派阿拉伯语——一种深受希腊语影响、濒临灭绝的语言。
马耳他语是一种源于西西里阿拉伯语的闪米特语言，其大量词汇来自西西里阿拉伯语及意大利语，而且使用拉丁字母。它是欧盟唯一的闪米特语族的语言。
十一世纪的地理学家贝克里，记录了一种在现代毛里塔尼亚使用的基于阿拉伯语的皮钦语。基于阿拉伯语的皮钦语（有一定数量的词汇来自阿拉伯语，但缺少阿拉伯语的大多数形态特征）在沙哈拉南部边缘广泛使用，而且为时不短。在一些地区，尤其是南苏丹，皮钦语演变成了歸融話。
就算是在官方语言是阿拉伯语的国家，也讲着不同的阿拉伯语变体。例如在叙利亚，霍姆斯的口语不同于大马士革的，但两者都被认为是“黎凡特阿拉伯语”。又如在摩洛哥，費茲的阿拉伯语与该国其他地方的都不一样。
在中亚、南亚的阿富汗、乌兹别克斯坦等地，还有濒临灭绝的中亚阿拉伯语方言。

## 正式及非正式用語
阿拉伯語各變體如此不同的另一因素是：其一些變體是正式語言，而另一些則是口語。正式語言（‎）有兩種：一種是現代標準阿拉伯語，用於書寫、廣播、訪談和演講；另一種是古典阿拉伯語，是古蘭經的語言，在背誦古蘭經或引用古老文獻時使用。（阿拉伯人通常不區分這兩種變體。）現代標準阿拉伯語是19世紀在古典阿拉伯語的基礎上有意發展而來的。
人們經常將口語與書面語相混淆。例如，評論員與演講者在提問經準備的問題或作經準備的評論時會用書面語，然後在未經準備的情況下就用口語。使用口語或書面語的概率因人、話題、情況等因素而異。現在即便是未受教育的公民也會因大眾媒體暴露在書面語的環境中，並在講話中使用其一些成分。（語言學家將此稱為「雙層語言」現象）。
埃及语言学家Al-Said Badawi认为埃及阿拉伯语的使用者讲话时会在以下层次间切换：
- ‎ “古典标准语”：古代阿拉伯文学及古兰经所使用的古典阿拉伯语。这主要是书面语，也可在清真寺及电视的宗教节目上听到。
- ‎ “当代标准语”：西方语言学家称之为“现代标准阿拉伯语”。它是人们将古典阿拉伯语有意修改及简化后的版本，以用于当代社会。它有很多新造出来的词汇——或源于古典阿拉伯语，或借自其他语言（主要是欧洲语言）。虽然它主要是书面语言，但是人们在读经准备的文字是也会将其大声说出。经高度训练的使用者亦可即时讲出，而这主要出现于媒体广播——尤其是如半岛电视台及阿拉伯卫星电视台等泛阿拉伯世界的电视节目——其观众来自不同地区。
- ‎ “知识分子的口语”：这是受现代标准阿拉伯语高度影响的口语。它主要用于严肃的讨论，但通常不用于书面。它有大量的技术或理论领域的外来词。因为来自不同地区的阿拉伯人大多能理解它，所以它经常出现在电视上，也在大学里使用。
- ‎“受过基本教育的人的口语”：这是人们在非正式场合使用的日常语言，也经常能在电视上的非正式讨论中听到。
- ‎“文盲的口语”：这是未受现代标准阿拉伯语及外国语影响的口语。此类变体直接源自古典阿拉伯语。

埃及几乎所有人都能使用不止一种变体。而且人们通常能在它们之间切换——甚至在同一个句子中。其他阿拉伯国家也存在类似情况。
阿拉伯语口语时而见于书面——通常使用阿拉伯字母。阿拉伯语口语最开始在17世纪的鄂圖曼帝國的埃及省作为不同于古典阿拉伯语的语言见于书面，当时开罗的知识分子开始倾向于书写口语。当时的开罗口语可以在由优素福·迈格里比编撰的字典中见到。最近，许多戏剧、诗歌等作品使用黎巴嫩阿拉伯语和埃及阿拉伯语。在阿尔及利亚的法国统治时期，马格里布阿拉伯语被当作单独的科目教授。遍布阿拉伯世界的米兹拉希犹太人将他们所讲的猶太-阿拉伯語用希伯来字母书写，并加上了一些存在于犹太-阿拉伯语却不存在于希伯来语的字母或符号。赛义德·阿克勒曾推动用拉丁字母书写黎巴嫩阿拉伯语，其支持者甚至用此出版了一些书籍。1994年，开罗阿拉伯语学院（‎）的Abdelaziz Pasha Fahmi曾提议用拉丁字母替代阿拉伯字母，但是遭到了拒绝，在文化圈内更是遭到了强烈反对。

## 定居民族及遊牧民族
各国的阿拉伯语变体都有一个共同的特征，即定居民族与遊牧民族（时常被误称为“贝都因人”）的语言不同。此不同来源于阿拉伯人的征服。一个地被征服后，军队进入，形成城市，农村地区便逐渐成为游牧民族的居住地。在一些地区，农耕民族的语言被进一步分为城市与乡村变体。
两者发音中最明显的不同是字母 ‎ 的发音。贝都因人将它发作浊音（一般是/ɡ/，但有时也是/d͡ʒ/或/ʒ/），而定居民族将其发作清音（/q/或/ʔ/）。另一处不同是农村人保留了古典阿拉伯语中的/θ/和/ð/；却将/dˤ/和/ðˤ/混入/ðˤ/，而城市人则混入/dˤ/。
乡村与城市的阿拉伯语最显著的不同是句法。定居民族的各种变体都有着共同却不同于古典阿拉伯语的特征。由此，查尔斯·弗格森（Charles Ferguson）提出，伊拉克驻扎的军队中由两种可互通的方言形成了另一种简化版的语言（koiné language），由此征服了其他地方的阿拉伯语。
大体而言，农村地区的阿拉伯语比城市的更保守，尤以阿拉伯半岛为甚。而在城市的阿拉伯语中，东部地区的较西部地区的（如摩洛哥阿拉伯语）保守。